# Johnny Baldwin
John West Baldwin, detto Johnny (Fresno, 30 marzo 1922 – Sonora, 19 maggio 2000), è stato un pilota automobilistico statunitense.
È stato un pilota noto negli Stati Uniti per aver gareggiato negli eventi del BCRA (Bay City Racing Association), con vetture denominate midgets. In tali eventi ha ottenuto più di 125 vittorie, conquistando 5 campionati, di cui 4 indoor.
Ingaggiato dalla Ferrari per la 500 Miglia di Indianapolis del 1956, non ottenne la qualificazione. Riprovò la qualificazione l'anno successivo, questa volta al volante di una Kurtis 500C, ma anche in questo caso senza successo.

## Risultati in Formula 1
| 1956 | Scuderia        | Vettura  |  |  |    |  |  |  |  |  |  | Punti | Pos. |
| ---- | --------------- | -------- |  |  | -- |  |  |  |  |  |  | ----- | ---- |
| 1956 | Ferrari Bardahl | 375 Indy |  |  | NQ |  |  |  |  |  |  | 0     |      |

| 1957 | Scuderia           | Vettura |  |  |    |  |  |  |  |  |  | Punti | Pos. |
| ---- | ------------------ | ------- |  |  | -- |  |  |  |  |  |  | ----- | ---- |
| 1957 | Central Excavating | KK500C  |  |  | NQ |  |  |  |  |  |  | 0     |      |